# Talang Tinggi (Pseksu)
Talang Tinggi is een bestuurslaag in het regentschap Lahat van de provincie Zuid-Sumatra, Indonesië. Talang Tinggi telt 451 inwoners (volkstelling 2010).